# 冬季戀歌
《冬季戀歌》（：／，或译为冬日恋歌）是韓國KBS於2002年1月14日起播出的月火迷你連續劇，由尹錫湖執導的四季系列（藍色生死戀系列）第二部曲，裴勇俊、崔志宇、容夏及帥眉等演出。
同名改編動畫作品，於2009年春季播映，由日本與韓國跨國共同合作。製作為電視動畫以及電影版動畫兩種版本，電視動畫共27話，而主角同樣由當年出演韓劇、相隔7年再次共同合作的裴勇俊以及崔志宇擔任配音。
本劇曾在距首爾東方63公里的景點南怡島取景。
本劇於香港亞洲電視本港台播出時，被命名為《藍色生死戀II》。

## 劇情介紹
為了尋找親生父親，江俊祥轉學到他父母親當年的學校－春川第一高中，與同班同學鄭有珍發生了一段純純的愛戀。在追尋生父的過程中，他赫然發現，鄭有珍極為可能是自己同父異母的血親，這段戀情在他決定遵照母親安排赴美求學時戛然而止。後來，他在車禍中失去記憶，母親為了避免他找回自己的真實身分，送他到美國就醫，再送他到法國留學，趁他還沒恢復記憶時，將他改名為李民亨。
十年後，李民亨從法國學成回到韓國，並且成為一位遠近馳名的建築師。此時，鄭有珍亦從事建築業，兩人重逢。由於民亨失去記憶，便將有珍當成一位陌生人看待。有珍難忘舊情，於訂婚夜在大街上見到她心目中已過世的江俊祥而恍神，因此延誤錯過了和翔赫的訂婚典禮，造成翔赫母親的不諒解。
然而有珍與民亨一起工作，慢慢地產生情愫，民亨也漸漸地找回自己的真實身份和父親。最後，他為救有珍被卡車撞倒，自己反而因為車禍，慢慢地失去了視力。兩人最後終於突破萬難，相守一生。

## 演員陣容

### 主要人物
| 演員   | 角色                        | 國語配音 | 粤語配音 | 日語配音 |
| 裴勇俊 | 李民亨、江俊祥(港譯:姜俊尚) | 李景唐   | 劉昭文   | 萩原聖人 |
| 崔志宇 | 鄭有珍(港譯:鄭惟珍)         | 王瑞芹   | 程文意   | 田中美里 |
| 容夏   | 金翔赫(港譯:金俊赫)         | 陳進益   | 陳偉權   | 豬野學   |
| 帥眉   | 吳彩琳                      | 馮美麗   | 王夢華   | 林真里花 |
| 李慧殷 | 孔辰淑                      | 陶敏嫻   |          |          |
| 柳承秀 | 權勇國                      | 官志宏   |          |          |

### 其他人物
| 演員           | 角色   | 介紹                                         |
| 鄭東煥         | 金振宇 | 翔赫的爸爸、俊祥之生父。                     |
| 宋鈺宿         | 江美熙 | 俊祥的媽媽。                                 |
| 金海淑         |        | 有珍的媽媽。                                 |
| 李孝春         |        | 翔赫的媽媽。                                 |
| 權海驍         | 金前輩 | 民亨的同事及前輩。                           |
| 朴賢淑（演員） | 李靜雅 | 有珍的學姐兼同事。                           |
| 柳 列          |        | 電台DJ，翔赫的職場同事。                     |
| 河載永         | 鄭賢秀 | 有珍的父親（相片演出）、俊祥母親的前未婚夫。 |
| 河智慧         | 鄭喜珍 | 有珍的妹妹、高中學生。                       |
| 張航善         | 金班長 | 施工現場的零工。                             |
| 鄭原仲         | 朴宗武 | 有珍，翔赫等的班級教師，綽號：變色龍。       |
| 孫鍾範         | 韓勝隆 | 有珍的同事。                                 |

## 拍攝場地
| 國家   | 拍攝地點 | 本劇場景                       |
|        | 江原道   | 平昌郡龍坪面的龍平滑雪渡假村。 |
| 南怡島 | 江原道   |                                |

## 四季系列其他三部曲
- 秋日童話(另譯藍色生死戀)
- 夏日香氣
- 春日華爾滋

## 原聲帶
- 冬季戀歌 OST（發行日期：2002年1月1日）[1]

1. 처음부터 지금까지 (From the Beginning Until Now)	Ryu
2. "My Memory"	Ryu
3. 처음 (First Time)
4. 그대만이 (Only You)	Ryu
5. 처음부터 지금까지 (From the Beginning Until Now)		Instrumental version
6. "My Memory"		Piano and violin version
7. 보낼 수 없는 사랑 (The Love I Cannot Send)	Kim Wan-sun
8. 시작 (The Beginning)
9. 그대만이 (Only You)		Piano and violin version
10. "My Memory"		Piano version
11. 잊지마 (Don't Forget)	Ryu
12. 기억속으로 (Inside the Memories)
13. 연인 (Lover)	Ryu
14. 제비꽃 (Violet)	Ryu
15. 그대만이 (Only You)		Piano version
16. 처음 (First Time)		Piano version
17. 제비꽃 (Violet)		Instrumental version

## 音樂
中文版主題曲《從開始到現在》和插曲《My Memory》收錄在張信哲2002發行的《從開始到現在》新歌+精選中。
- 台灣八大戲劇台首播版本
  - 片頭曲：張信哲《從開始到現在》、信《一了百了》
  - 片尾曲：信《一了百了》、陳奕迅《想哭》
- 2005年重播
  - 片頭曲：劉允樂《活該》
  - 片尾曲：劉允樂《太早》
- 2006年重播
  - 片頭曲：游鴻明《猶是情歌》
  - 片尾曲：游鴻明《詩人的眼淚》
- 2008年重播
  - 片尾曲：方炯鑌《壞人》

## 電視動畫
- 由日本STUDIO COMET製作
  - 片頭曲： September 《冬のソナタ～最初から今まで～》
  - 片尾曲：李世俊（이세준）《ただ君だけを》

## 外部連結
- 韓國KBS
- 臺灣GTV（繁體中文）

## 節目的變遷

### 電視劇
| KBS 2TV 月火劇                          | KBS 2TV 月火劇                             | KBS 2TV 月火劇 |
| --------------------------------------- | ------------------------------------------ | -------------- |
|                                         | 冬季戀歌 （2002年1月14日 - 2002年3月19日） |                |
| 美娜 （2001年11月5日 - 2001年12月24日） | 陽光狩獵 （2002年3月25日 - 2002年5月14日） |                |

| 臺灣 中華電視公司 九點檔 | 臺灣 中華電視公司 九點檔                  | 臺灣 中華電視公司 九點檔 |
| ------------------------ | ----------------------------------------- | ------------------------ |
|                          | 冬季戀歌 （2002年6月3日 - 2002年7月16日） |                          |
| 吐司男之吻               | 大和拜金女                                |                          |

| 臺灣 八大電視台 待查 | 臺灣 八大電視台 待查  | 臺灣 八大電視台 待查 |
| -------------------- | --------------------- | -------------------- |
|                      | 冬季戀歌 （時間待查） |                      |
| 待查                 | 待查                  |                      |

### 電視動畫
| 臺灣 ANIMAX 星期日21:00- | 臺灣 ANIMAX 星期日21:00- | 臺灣 ANIMAX 星期日21:00- |
| ------------------------ | ------------------------ | ------------------------ |
|                          | 冬季戀歌 （時間待查）    |                          |
| 待查                     | 待查                     |                          |